# سباق باريس روبيه 1945
طواف باريس 1945 هو سباق دراجات هوائية أقيم بتاريخ 9 أبريل، تكون السباق من مرحلة واحدة، وامتدّ لمسافة 246 كم، وبسرعة 31.200 كم/س، استغرق السباق 7 ساعات و52 دقيقة و54 ثانية.